# Jinzhouornis yixianensis
Jinzhouornis yixianensis é uma ave primitiva da família Confuciusornithidae, do período Cretáceo Inferior. Seus restos fósseis foram encontrados na província de Liaoning, nordeste da China.